# Gunnar Nordbeck
Stig Edvard Gunnar Nordbeck, född 29 september 1931 i Kungsholms församling i Stockholms stad, död 20 januari 2019 i Mariefreds distrikt i Södermanlands län, var en svensk militär och ämbetsman.

## Biografi
Nordbeck växte upp i Karlskrona och avlade studentexamen där 1950. Han avlade marinofficersexamen vid Kungliga Sjökrigsskolan 1953 och utnämndes samma år till fänrik vid Älvsborgs kustartilleriregemente. Han tjänstgjorde vid regementet och Försvarsstaben 1953–1967 och befordrades till kapten 1963. Åren 1967–1969 var han lärare vid Militärhögskolan, befordrad till major 1968. Han tjänstgjorde 1969–1979 vid Försvarsdepartementet, varav som chef för Planerings- och budgetsekretariatet 1971–1975, med titeln departementsråd 1972, som chef för Samordningsavdelningen 1975–1976 och som statssekreterare 1976–1979. Han utnämndes till överstelöjtnant i kustartilleriet 1971 och lämnade försvarsmakten 1978. Vid Försvarsdepartementet arbetade han bland annat med införandet av Försvarets planerings- och ekonomisystem (FPE) i försvarsmakten. Nordbeck var generaldirektör och chef för Överstyrelsen för ekonomiskt försvar 1979–1986, varpå han var generaldirektör och chef för Överstyrelsen för civil beredskap 1986–1991.
Gunnar Nordbeck invaldes 1972 som ledamot av Kungliga Örlogsmannasällskapet och 1977 som ledamot av Kungliga Krigsvetenskapsakademien.
Nordbeck erhöll 1992 Illis Quorum av tolfte storleken med motiveringen: ”Mångåriga och synnerligen betydelsefulla engagemang i och insatser för svenskt totalförsvar, som inneburit att han på ett så förtjänstfullt sätt utvecklat det militära och civila försvaret att han därigenom kommit att personifiera den svenska totalförsvarstanken.”
Gunnar Nordbeck var son till Stig Nordbeck och Ann-Marie Modig. Han var bror till Lennart Nordbeck och halvbror till Peter Nordbeck. Han gifte sig 1956 med Birgitta Anderson (1934–2000). De fick fyra barn, däribland Johan Nordbeck.